# Rivière Tangente
Pour les articles homonymes, voir Tangente.
La rivière Tangente est un affluent de la rivière Wawagosic, coulant dans la municipalité de Eeyou Istchee Baie-James (municipalité), dans la région administrative du Nord-du-Québec, au Québec, au Canada. Le cours de la « rivière Tangente » traverse vers le nord-ouest le canton de Bacon.
La foresterie constitue la principale activité économique du secteur ; les activités récréotouristiques, en second. La zone est desservie par quelques routes forestières secondaires.
La surface de la rivière est habituellement gelée de la fin novembre à la fin avril, toutefois la circulation sécuritaire sur la glace se fait généralement du début de décembre à la mi-avril.

## Géographie
Les bassins versants voisins de la « rivière Tangente » sont :
- côté nord : rivière Plamondon, rivière Kadabakato, rivière Mistaouac, lac Mistaouac, rivière Angle ;
- côté est : lac Wawagosic, ruisseau Nonan, rivière Harricana ;
- côté sud : ruisseau de la Promenade, ruisseau Saucer, rivière Wawagosic ;
- côté ouest : rivière Wawagosic, rivière de la Perdrix.

La « rivière Tangente » prend sa source à l'embouchure du « lac Wawagosic » (longueur : 4,4 km ; altitude : 278 m), soit du côté Ouest du lac, à :
- 31,0 km au sud-ouest du centre du village de Joutel ;
- 5,4 km au nord-est de l'embouchure de la « rivière Tangente » (confluence avec la rivière Wawagosic) ;
- 60,5 km à l'Est de la frontière Ontario-Québec ;
- 76,2 km au sud-est de l'embouchure de la rivière Wawagosic (confluence avec la rivière Turgeon (Eeyou Istchee Baie-James)).

À partir de l'embouchure du lac Wawagosic, la "rivière Tangente" coule sur 6,6 km entièrement en zone forestière selon ces segments :
- 3,0 km vers le sud-ouest jusqu'à un ruisseau (venant du nord-ouest) ;
- 3,6 km vers le sud-ouest, jusqu'à son embouchure[1].

L'embouchure de la « rivière Tangente » qui se déverse dans un coude de rivière sur la rive Nord de la rivière Wawagosic, est situé en zone forestière à :
- 78,0 km au sud-est de l'embouchure de la rivière Wawagosic (confluence avec la rivière Turgeon (Eeyou Istchee Baie-James)) ;
- 56,5 km à l'Est de la frontière Ontario - Québec ;
- 80,1 km au sud-est de l'embouchure de la rivière Turgeon (Eeyou Istchee Baie-James) (confluence avec la rivière Harricana) ;
- 36,2 km au sud-ouest du centre du village de Joutel.

## Toponymie
Le toponyme « rivière Tangente » a été officialisé le 5 décembre 1968 à la Commission de toponymie du Québec, soit à la création de cette commission.